# Казахстан на летних Азиатских играх 1998
На Летних Азиатских играх 1998 года в Бангкоке Казахстан представляло 335 спортсменов. Они завоевали 24 золотых, 24 серебряных и 30 бронзовых медалей, что вывело страну на 5-е место в неофициальном командном зачёте.

## Медалисты
| Медаль  | Спортсмен | Вид спорта                  | Дисциплина                                         |
| ------- | --- | --------------------------- | -------------------------------------------------- |
| Золото  | Ермахан Ибраимов | Бокс                        | Мужчины, до 71 кг                                  |
| Золото  | Вячеслав Бурба | Бокс                        | Мужчины, до 75 кг                                  |
| Золото  | Мухтархан Дильдабеков | Бокс                        | Мужчины, свыше 91 кг                               |
| Золото  | Бахтияр Байсеитов | Борьба                      | Мужчины, греко-римская борьба, до 76 кг            |
| Золото  | Сергей Матвиенко | Борьба                      | Мужчины, греко-римская борьба, до 97 кг            |
| Золото  | Вадим Кравченко | Велоспорт                   | Мужчины, индивидуальная гонка преследования        |
| Золото  | Сергей Лавриненко | Велоспорт                   | Мужчины, гонка по очкам                            |
| Золото  | Сергей Дроздов Евгений Жиляев Игорь Загоруйко Иван Зайцев Михаил Клочков Аскар Оразалинов Евгений Прохин Артемий Севостьянов Сергей Севостьянов Роман Ченцов Константин Чернов Александр Шведов Александр Эльке | Водное поло                 | Мужчины                                            |
| Золото  | Евгений Егоров | Гребля на байдарках и каноэ | Мужчины, байдарки-одиночки, 500 м                  |
| Золото  | Сергей Сергин | Гребля на байдарках и каноэ | Мужчины, байдарки-одиночки, 1000 м                 |
| Золото  | Дмитрий Кальтенбергер Дмитрий Торлопов | Гребля на байдарках и каноэ | Мужчины, байдарки-двойки, 500 м                    |
| Золото  | Евгений Егоров Сергей Скрыпник | Гребля на байдарках и каноэ | Мужчины, байдарки-двойки, 1000 м                   |
| Золото  | Кайсар Нурмаганбетов | Гребля на байдарках и каноэ | Мужчины, каноэ-одиночки, 500 м                     |
| Золото  | Константин Негодяев Сергей Сергеев | Гребля на байдарках и каноэ | Мужчины, каноэ-двойки, 500 м                       |
| Золото  | Константин Негодяев Сергей Сергеев | Гребля на байдарках и каноэ | Мужчины, каноэ-двойки, 1000 м                      |
| Золото  | Татьяна Сергина | Гребля на байдарках и каноэ | Женщины, байдарки-одиночки, 500 м                  |
| Золото  | Игорь Потапович | Лёгкая атлетика             | Мужчины, прыжок с шестом                           |
| Золото  | Сергей Арзамасов | Лёгкая атлетика             | Мужчины, тройной прыжок                            |
| Золото  | Ольга Шишигина | Лёгкая атлетика             | Женщины, бег на 100 м с барьерами                  |
| Золото  | Наталья Торшина | Лёгкая атлетика             | Женщины, бег на 400 м с барьерами                  |
| Золото  | Владимир Гуща | Стрельба                    | Мужчины, пистолет, 50 м                            |
| Золото  | Сергей Якшин | Стрельба                    | Мужчины, скит                                      |
| Золото  | Дина Аспандиярова | Стрельба                    | Женщины, пневматический пистолет, 10 м             |
| Золото  | Андрей Макаров | Тяжёлая атлетика            | Мужчины, до 94 кг                                  |
| Серебро | Ирина Дмитриева Вера Набиева Наталья Орлова Вера Филимонова | Академическая гребля        | Женщины, четвёрки распашные без рулевого           |
| Серебро | Нуржан Сманов | Бокс                        | Мужчины, до 67 кг                                  |
| Серебро | Мхитар Манукян | Борьба                      | Мужчины, греко-римская борьба, до 69 кг            |
| Серебро | Дмитрий Фофонов | Велоспорт                   | Мужчины, индивидуальная гонка с раздельным стартом |
| Серебро | Владимир Бушанский Вадим Кравченко Дмитрий Муравьёв Валерий Титов | Велоспорт                   | Мужчины, командная гонка преследования             |
| Серебро | Кайсар Нурмаганбетов | Гребля на байдарках и каноэ | Мужчины, каноэ-одиночки, 1000 м                    |
| Серебро | Наталья Сергеева Татьяна Сергина | Гребля на байдарках и каноэ | Женщины, байдарки-двойки, 500 м                    |
| Серебро | Иван Баглаев | Дзюдо                       | Мужчины, до 66 кг                                  |
| Серебро | Варвара Масягина | Дзюдо                       | Женщины, до 78 кг                                  |
| Серебро | Андрей Скляренко | Лёгкая атлетика             | Мужчины, 110 м с барьерами                         |
| Серебро | Валерий Борисов | Лёгкая атлетика             | Мужчины, ходьба на 20 км                           |
| Серебро | Сергей Корепанов | Лёгкая атлетика             | Мужчины, ходьба на 50 км                           |
| Серебро | Светлана Казанина | Лёгкая атлетика             | Женщины, семиборье                                 |
| Серебро | Алексей Дмитриенко | Спортивная гимнастика       | Мужчины, параллельные брусья                       |
| Серебро | Ирина Евдокимова | Спортивная гимнастика       | Женщины, индивидуальное многоборье                 |
| Серебро | Владимир Вохмянин | Стрельба                    | Мужчины, скоростной пистолет, 25 м                 |
| Серебро | Владимир Вохмянин Владимир Гуща Игорь Шмоткин | Стрельба                    | Мужчины, стандартный пистолет, 25 м (команды)      |
| Серебро | Дина Аспандиярова Галина Беляева Юлия Бондарева | Стрельба                    | Женщины, пневматический пистолет, 10 м (команды)   |
| Серебро | Юлия Бондарева | Стрельба                    | Женщины, пистолет, 25 м                            |
| Серебро | Дина Аспандиярова Галина Беляева Юлия Бондарева | Стрельба                    | Женщины, пистолет, 25 м (команды)                  |
| Серебро | Ольга Довгун | Стрельба                    | Женщины, винтовка с трёх позиций, 50 м             |
| Серебро | Дмитрий Ломакин | Тяжёлая атлетика            | Мужчины, до 62 кг                                  |
| Серебро | Анатолий Храпатый | Тяжёлая атлетика            | Мужчины, до 105 кг                                 |
| Серебро | Александр Аксёнов Дмитрий Димов Алексей Писцов Сергей Шабалин | Фехтование                  | Мужчины, командная шпага                           |
| Бронза  | Марат Мазимбаев | Бокс                        | Мужчины, до 54 кг                                  |
| Бронза  | Маулен Мамыров | Борьба                      | Мужчины, вольная борьба, до 54 кг                  |
| Бронза  | Руслан Велиев | Борьба                      | Мужчины, вольная борьба, до 76 кг                  |
| Бронза  | Магомед Куруглиев | Борьба                      | Мужчины, вольная борьба, до 85 кг                  |
| Бронза  | Павел Невдах | Велоспорт                   | Мужчины, индивидуальная гонка с раздельным стартом |
| Бронза  | Нурбол Сулейменов | Дзюдо                       | Мужчины, до 60 кг                                  |
| Бронза  | Руслан Сейлханов | Дзюдо                       | Мужчины, до 81 кг                                  |
| Бронза  | Сергей Рубцов | Лёгкая атлетика             | Мужчины, толкание ядра                             |
| Бронза  | Светлана Бодрицкая | Лёгкая атлетика             | Женщины, бег на 400 м                              |
| Бронза  | Светлана Толстая | Лёгкая атлетика             | Женщины, ходьба на 10 000 м                        |
| Бронза  | Светлана Бадранкова Наталья Торшина Светлана Казанина Светлана Бодрицкая | Лёгкая атлетика             | Женщины, эстафета 4×400 м                          |
| Бронза  | Елена Першина | Лёгкая атлетика             | Женщины, прыжок в длину                            |
| Бронза  | Игорь Ситников | Плавание                    | Мужчины, 100 м вольным стилем                      |
| Бронза  | Игорь Ситников Сергей Борисенко Павел Сидоров Андрей Квасов | Плавание                    | Мужчины, эстафета 4×100 м вольным стилем           |
| Бронза  | Павел Сидоров Александр Савицкий Андрей Гаврилов Игорь Ситников | Плавание                    | Мужчины, эстафета 4×100 м комплексным плаванием    |
| Бронза  | Ирина Выгузова | Прыжки в воду               | Женщины, трамплин 3 м                              |
| Бронза  | Ирина Евдокимова Оксана Емельянова Инна Журавлёва Ольга Кожевникова Ольга Нуралиева | Спортивная гимнастика       | Женщины, командное многоборье                      |
| Бронза  | Ирина Евдокимова | Спортивная гимнастика       | Женщины, опорный прыжок                            |
| Бронза  | Ольга Кожевникова | Спортивная гимнастика       | Женщины, бревно                                    |
| Бронза  | Ирина Евдокимова | Спортивная гимнастика       | Женщины, вольные упражнения                        |
| Бронза  | Владимир Гуща | Стрельба                    | Мужчины, пневматический пистолет, 10 м             |
| Бронза  | Владимир Вохмянин | Стрельба                    | Мужчины, пистолет центрального боя, 25 м           |
| Бронза  | Владимир Вохмянин Александр Дудин Игорь Шмоткин | Стрельба                    | Мужчины, скоростной пистолет, 25 м (команды)       |
| Бронза  | Сергей Колос Иван Стручаев Сергей Якшин | Стрельба                    | Мужчины, скит (команды)                            |
| Бронза  | Виктория Белослюдцева Ирина Леонова Елена Плотникова | Стрельба из лука            | Женщины, командное первенство                      |
| Бронза  | Ануарбек Аманкулов | Тхэквондо                   | Мужчины, до 54 кг                                  |
| Бронза  | Адильхан Сагындыков | Тхэквондо                   | Мужчины, до 76 кг                                  |
| Бронза  | Сергей Филимонов | Тяжёлая атлетика            | Мужчины, до 77 кг                                  |
| Бронза  | Нурлан Жунуспеков | Ушу                         | Мужчины, саньда, до 60 кг                          |
| Бронза  | Диас Жамаш | Ушу                         | Мужчины, саньда, до 65 кг                          |